# Mañana (serie de televisión)
Mañana (en hangul, 내일; en hanja, 來日; romanización revisada, Naeil) en inglés: Tomorrow, es una serie de televisión surcoreana transmitida desde el 1 de abril de 2022 a través de la MBC.
La serie es una adaptación del webtoon "Tomorrow" (내일) de Llama.

## Sinopsis
Choi Joon-woong es un joven quien a pesar de buscar trabajo no puede conseguirlo, Sin embargo después de sufrir un accidente, conoce a los ángeles de la muerte, entre ellos Koo Ryun, quien está en una misión especial para prevenir los suicidios. Pronto Joon-woong se encuentra trabajando por contrato junto a ellos dentro de su equipo de gestión de crisis de los ángeles de la muerte.

## Reparto

### Personajes principales
- Kim Hee-sun como Koo Ryun, una ángel de la muerte y líder del equipo de gestión de crisis Joomadeung.[6][7]
  - Kal So-won como Ryun de joven.
- Rowoon como Choi Joon-woong, un joven buscador de trabajo, que termina trabajando como el nuevo empleado de contratado del equipo Joomadeung.[8][9]
  - Kim Ra-on como Joon-woong de pequeño.
- Lee Soo-hyuk como Park Joong-kil, el líder del equipo de administración indio que guía a los muertos en Joomadeung. Es una persona de principios estrictos.[10][11]
  - Park Sang-hoon como Joong-kil de joven.
- Yoon Ji-on como Im Ryoong-koo, un miembro del equipo de gestión de crisis Joomadeung.[12][13]
  - Seo Yoon-hyuk como Ryoong-koo de pequeño.
- Kim Hae-sook como la Emperatriz Jade, la presidenta del monopolio del inframundo Joomadeung.[14]

### Personajes secundarios

#### Miembros de Joomadeung
- Moon Seo-yoon como Jeon Soo-in, una miembro del equipo de gestión humanitaria de Joomadeung. Forma un equipo con Joong-kil y lleva a los espíritus al más allá.
- Kim Noo-ri como Jang Jae-hee, una miembro del equipo de gestión humanitaria de Joomadeung, encargada de guiar a los muertos.
- Kim Chil-doo como Baek.
- Do Jung-hwan como Lee Sang-yeop.
- Dok Ko-kwang como un personal del equipo de edición.
- Oh Chae-eun como un personal del equipo de ventas internacional (Ep. 1).

#### Junta Directiva de Joomadeung
- Jung Dong-keun como Maeng Jang-hyun, el jefe del equipo de ventas nacionales de Joomadeung.
- Yoon Jong-won como Bang Kook-heon, un líder del equipo de gestión de espíritus de Joomadeung.
- Kim Seo-ah como Cho Yong-hee, una líder del equipo de gestión de espíritus de Joomadeung.
- Park Yoo-mil como Ji Hwa-ja, la líder del equipo de gestión de video de Joomadeung.

#### Caso Noh Eun-bi
- Cho In como Noh Eun-bi, una cliente del equipo de gestión de crisis en la sede de Spirit Management del que Ryun es miembro. Es adicta al trabajo, el que cumple diligentemente como dramaturga, pero que también tiene recuerdos dolorosos por haber sufrido de acoso (Ep. 1-2).[15]
- Kim Chae-eun como Kim Hye-won, una popular escritora de webtoon que da un giro de 180 grados a la obra (Ep. 1-2).[16]
- Jung Joon-ha como Jung Joon-ha (Ep. 1-2).
- Jeon Kwang-jin como Seo Young-bin (Ep. 1-2).
- Kwon Dan-ah como Jung Yoon-sol (Ep. 2).
- Jang Ji-eun como una amiga de Hye-won (Ep. 2).
- Sun A-rin como una amiga de Hye-won (Ep. 2).

#### Caso Namkoong Jae-soo
- Ryu Sung-rok como Namkoong Jae-soo, el mejor amigo de Joon-woong, está en su tercer año de estudios para convertirse en oficial de policía después de haber reprobado repetidamente el examen.[17]
  - Kim Ji-hoon como Jae-soo de pequeño (Ep. 3-4).
- Kwak Ja-hyung como Choi Joon-woong (Ep. 3).
- Kim Kyung-min como el padre de Namkoong Jae-soo (Ep. 3-4).
- Im Sae-byuk como la madre de Namkoong Jae-soo (Ep. 3-4).
- Shin Ki-hwan como un joven acosador escolar (Ep. 3).
- Shin Ye-ji como una empleada de la guardería (Ep. 3).

#### Caso Kang Woo-jin
- Kang Seung-yoon como Kang Woo-jin, un cantautor con un doloroso pasado, su madre murió el día en que nació por lo que su padre lo culpa, más tarde su padre se suicidó, después de ser adoptado por la familia de su tía, estos mueren en un accidente automovilístico. Años más tarde, su esposa muere en un accidente automovilístico mientras intentaba protegerlo,  por lo que se siente culpable e intenta quitarse la vida (Ep. 3-5).[18][19]
  - Shin Seo-woo como Woo-jin de pequeño (Ep. 4-5).
- Lee Noh-ah como Huh Na-young, la esposa de Kang Woo-jin (Ep. 3-5).
- Min Eung-sik como el padre de Huh Na-young, no acepta la relación de su hija con Woo-jin (Ep. 4-5).
- Kang Joo-hee como la madre de Huh Na-young (Ep. 4-5).
- Kim Ha-jin como la tía de Kang Woo-jin, quien lo adopta siendo pequeño después de la muerte de sus padres (Ep. 5).
- Lee Eun-kang como el tío de Kang Woo-jin, junto a su esposa e hija mueren en un accidente (Ep. 5).

#### Caso Lee Young-chun
- Jeon Moo-song como Lee Young-cheon, después de sacrificarse por la nación, su alma vuelve a su juventud donde se reencuentra con su madre (Ep. 6).
  - Lee Jung-joon como Young-cheon de joven (Ep. 6).[20]
- Lee Kyu-seop como un gángster (Ep. 6).
- Jung Chung-goo como el dueño del depósito de chatarra (Ep. 6).
- Kim Jung-cheol como Dong Chil (Ep. 6).
- Lee Beom-chan como un compañero de trabajo de Lee Young-chun (Ep. 6).
- Yoon Hyo-sik como un fotógrafo (Ep. 6).
- Kim Sa-rang como una madre pasando con su hijo (Ep. 6).
- Park Da-on como un niño paseando con su madre (Ep. 6).

#### Caso SP Beauty
- Han Hae-in como Shin Ye-na, la as del equipo de marketing de SP Beauty (Ep. 7).[21]
- Yang Jae-hyun como Kim Yong-joon (Ep. 7).
- Kim Min-so como Jung Bo-ram (Ep. 7).
- Cho Seung-yeon como Lee Dong-ja (Ep. 7).
- Kim Heung-rae como Han Man-shik, el director de SP Beauty (Ep. 7).
- Noh Ha-yeon como Ye-won, la hija de Lee Dong-ja (Ep. 7).

#### La vida pasada de Koo Ryeon (ep. 14)
- Koo Si-yeon como Gop-dan, la criada personal de Koo Ryeon.[22]
  - Kim Si-eun como la joven Gop-dan
- Jung Jae-eun como la suegra de Koo Ryeon.[22]
- Ha Dong-joon como el padre de Koo Ryeon.

#### Caso Ryu Cho-hui (ep. 15-16)
- Kim Si-eun como Ryu Cho-hui, una popular actriz ídolo. En su vida anterior, era la criada de Koo Ryeon, Gop-dan.[23]
- Lee Hye-won como Park Song-yi, miembro del grupo femenino Ravina. Tiene un conflicto con Ryu Cho-hui.[24]
- Kang Joo-eun como la hermana menor de Ryu Cho-hui.
- Shin Jun-chul como el padre de Ryu Cho-hui.

#### Familiares
- Yoon Yoo-sun como Lee Jung-im,  la madre de Joon-woong.
- Kwon Hyuk como el padre de Joon-woong (Ep. 4).
- Kim Seo-yeon como Choi Min-young, la hermana menor de Joon-woong.
- Min Ji-ah como la madre de Ryoong-koo.

### Otros personajes
- Bae Jung-nam como un estafador (Ep. 1).
- Lee Kyung-oh como Tak Jung-koo, un CEO (Ep. 1).
- Son Dong-soo como Yoon Joong-il (Ep. 1).
- Kim Seung-hyun como Sung Chi-wook (Ep. 1).
- Park Young-bok como un hombre que intenta saltar desde un puente (Ep. 1).
- Park Cheol-min como un presentador (Ep. 2).
- Ryu Hye-rin como una estafadora (Ep. 3).
- Uhm Tae-ok como un propietario (Ep. 3).
- Shin Hee-cheol como un hombre que intenta saltar desde un edificio (Ep. 4).
- Do Jung-hwan como Lee Sang-yeop (Ep. 4-5).

### Apariciones especiales
- Jung Joon-ha como el señor Jung Joon-ha (Ep. 1-2).[25]

## Episodios
La serie conformada por dieciséis episodios, son emitidos todos los viernes y sábados a las 22:00 dentro del huso horario de Corea (KST).
La serie está programada para estrenarse el 1 de abril de 2022 a través de la MBC.

### Índice de audiencias
| Episodio | Fecha de emisión    | Participación promedio de audiencia | Participación promedio de audiencia | Participación promedio de audiencia |
| Episodio | Fecha de emisión    | Nielsen Korea                       | Nielsen Korea                       | TNmS                                |
| Episodio | Fecha de emisión    | Nacional                            | Seúl                                | Nacional                            |
| -------- | ------------------- | ----------------------------------- | ----------------------------------- | ----------------------------------- |
| 1        | 1 de abril de 2022  | 7.6 % (8.ª)                         | 8.2 % (6.ª)                         | 5.8 % (11.ª)                        |
| 2        | 2 de abril de 2022  | 3.4 % (25th)                        | N/A                                 | N/A                                 |
| 3        | 8 de abril de 2022  | 5.4 % (13.ª)                        | 5.9 % (11.ª)                        | N/A                                 |
| 4        | 9 de abril de 2022  | 4.1 % (17.ª)                        | 4.5 % (15.ª)                        | N/A                                 |
| 5        | 15 de abril de 2022 | 3.5 % (22nd)                        | 3.6 % (18.ª)                        | 4.0 % (17.ª)                        |
| 6        | 16 de abril de 2022 | 2.7 % (28th)                        | N/A                                 | N/A                                 |
| 7        | 22 de abril de 2022 | 3.6 % (21st)                        | 4.0 % (18.ª)                        | 4.6 % (16.ª)                        |
| 8        | 23 de abril de 2022 |                                     |                                     |                                     |
| 9        | 29 de abril de 2022 |                                     |                                     |                                     |
| 10       | 30 de abril de 2022 |                                     |                                     |                                     |
| 11       | 6 de mayo de 2022   |                                     |                                     |                                     |
| 12       | 7 de mayo de 2022   |                                     |                                     |                                     |
| 13       | 13 de mayo de 2022  |                                     |                                     |                                     |
| 14       | 14 de mayo de 2022  |                                     |                                     |                                     |
| 15       | 20 de mayo de 2022  |                                     |                                     |                                     |
| 16       | 21 de mayo de 2022  |                                     |                                     |                                     |
| Promedio | Promedio            | —                                   | —                                   | —                                   |

## Banda sonora
El OST de la serie está conformado por las siguientes canciones:

### Parte 1
| No. | Intérprete | Canción             | Letra | Música                               | Duración |
| --- | ---------- | ------------------- | ----- | ------------------------------------ | -------- |
| 1   | J.DON      | "Red Light"         | J.DON | Park Soo-seok, Seo Ji-eun y Moon Kim | 3:09     |
| 2   |            | "Red Light" (Inst.) | -     | Park Soo-seok, Seo Ji-eun y Moon Kim | 3:09     |

### Parte 2
| No. | Intérprete | Canción                                               | Letra          | Música         | Duración |
| --- | ---------- | ----------------------------------------------------- | -------------- | -------------- | -------- |
| 1   | An Da-eun  | "Don't Leave Me, My Love" (내 곁에서 떠나가지 말아요) | Han Kyung-Hoon | Han Kyung-Hoon | 3:46     |
| 2   |            | "Don't Leave Me, My Love" (Inst.)                     | -              | Han Kyung-Hoon | 3:46     |

### Parte 3
| No. | Intérprete | Canción                                              | Letra       | Música     | Duración |
| --- | ---------- | ---------------------------------------------------- | ----------- | ---------- | -------- |
| 1   | Suran      | "My Loneliness Calls You" (나의 외로움이 널 부를 때) | Jo Dong-hee | Jo Dong-ik | 4:13     |
| 2   |            | "My Loneliness Calls You" (Inst.)                    | -           | Jo Dong-ik | 4:13     |

## Producción
La serie está basada en el exitoso webtoon de Naver "Tomorrow", publicado en 2017 y el cual  muestra a los segadores que guiaron a los muertos para salvar a las personas que quieren morir.
Es creada por Studio N y desarrollada por Hong Sook-woo (de la MBC), mientras que la dirección está a cargo de Kim Tae-yoon y Sung Chi-wook.
La dirección está a cargo de Kim Tae-yoon (김태윤) y Sung Chi-wook, quienes cuentan con el apoyo de los guionistas Park Ran-i, Park Ja-kyung y Kim Yu-jin (김유진).
El 18 de enero de 2022, se publicaron las fotografías de la lectura del guion, mientras que la conferencia de prensa en línea fue realizada el 1 de abril del mismo año.

### Distribución internacional
Internacionalmente la serie es emitida a través de Netflix.

### Recepción
El 5 de abril de 2022, Good Data Corporation compartió su nueva clasificación de los dramas y miembros del elenco que generaron más revuelo durante la semana. Las listas se compilaron a partir del análisis de artículos de noticias, publicaciones de blogs, comunidades en línea, videos y publicaciones en redes sociales sobre los dramas que están actualmente al aire o que saldrán al aire próximamente. La serie obtuvo el puesto número 5 en la lista de dramas, más comentados de la semana. Mientras que la actriz Kim Hee-sun ocupó el puesto número 10 dentro de los diez miembros del elenco más comentados de la semana.
El 12 de abril de 2022, Good Data Corporation compartió su nueva clasificación de los dramas y miembros del elenco que generaron más revuelo durante la semana. Las listas se compilaron a partir del análisis de artículos de noticias, publicaciones de blogs, comunidades en línea, videos y publicaciones en redes sociales sobre los dramas que están actualmente al aire o que saldrán al aire próximamente. La serie obtuvo el puesto número 5 en la lista de dramas, más comentados de la semana.
El 19 de abril de 2022, Good Data Corporation compartió su nueva clasificación de los dramas y miembros del elenco que generaron más revuelo durante la semana. Las listas se compilaron a partir del análisis de artículos de noticias, publicaciones de blogs, comunidades en línea, videos y publicaciones en redes sociales sobre los dramas que están actualmente al aire o que saldrán al aire próximamente. La serie obtuvo el puesto número 4 en la lista de dramas, más comentados de la semana.
El 26 de abril de 2022, Good Data Corporation compartió su nueva clasificación de los dramas y miembros del elenco que generaron más revuelo durante la semana. Las listas se compilaron a partir del análisis de artículos de noticias, publicaciones de blogs, comunidades en línea, videos y publicaciones en redes sociales sobre los dramas que están actualmente al aire o que saldrán al aire próximamente. La serie obtuvo el puesto número 8 en la lista de dramas, más comentados de la semana.